# Фаркашеваць
Фаркашеваць (хорв. Farkaševac) — населений пункт і громада в Загребській жупанії Хорватії.

## Населення
Населення громади за даними перепису 2011 року становило 1 937 осіб. Населення самого поселення становило 303 осіб.
Динаміка чисельності населення громади:
Динаміка чисельності населення центру громади:

## Населені пункти
Крім поселення Фаркашеваць, до громади також входять: 
- Болч
- Брезине
- Доній Марковаць
- Іванчани
- Кабал
- Мацькі
- Маюр
- Пращеваць
- Звоник
- Жабниця

## Клімат
Середня річна температура становить 10,75 °C, середня максимальна – 24,69 °C, а середня мінімальна – -5,26 °C. Середня річна кількість опадів – 869 мм.
| Клімат поселення                              | Клімат поселення | Клімат поселення | Клімат поселення | Клімат поселення | Клімат поселення | Клімат поселення | Клімат поселення | Клімат поселення | Клімат поселення | Клімат поселення | Клімат поселення | Клімат поселення | Клімат поселення |
| Показник                                      | Січ.             | Лют.             | Бер.             | Квіт.            | Трав.            | Черв.            | Лип.             | Серп.            | Вер.             | Жовт.            | Лист.            | Груд.            |                  |
| Середній максимум, °C                         | 6,51             | 8,22             | 12,28            | 16,74            | 21,56            | 24,69            | 23,74            | 23,05            | 19,05            | 13,98            | 8,62             | 4,62             |                  |
| Середня температура, °C                       | 0,63             | 2,32             | 6,41             | 10,86            | 15,67            | 18,80            | 20,63            | 19,94            | 15,93            | 10,85            | 5,49             | 1,50             |                  |
| Середній мінімум, °C                          | −5,26            | −3,55            | 0,52             | 4,98             | 9,80             | 12,92            | 17,51            | 16,82            | 12,80            | 7,74             | 2,37             | −1,63            |                  |
| Норма опадів, мм                              | 49               | 46               | 57               | 67               | 76               | 95               | 79               | 89               | 83               | 82               | 85               | 61               |                  |
| Середньомісячна швидкість вітру, м/с          | 1.80             | 2.00             | 2.40             | 2.30             | 2.12             | 1.91             | 1.90             | 1.70             | 1.70             | 1.78             | 1.84             | 1.83             |                  |
| Середньомісячна сонячна радіація, кДж/м²·день | 4110             | 6905             | 10493            | 14864            | 19015            | 20839            | 21682            | 19072            | 14025            | 8761             | 4552             | 3307             |                  |
| --------------------------------------------- | ---------------- | ---------------- | ---------------- | ---------------- | ---------------- | ---------------- | ---------------- | ---------------- | ---------------- | ---------------- | ---------------- | ---------------- | ---------------- |
| Джерело:                                      |                  |                  |                  |                  |                  |                  |                  |                  |                  |                  |                  |                  |                  |